# NGC 2462
NGC 2462 је спирална галаксија у сазвежђу Рис која се налази на NGC листи објеката дубоког неба.
Деклинација објекта је + 56° 41' 12" а ректасцензија 7h 56m 31,9s. Привидна величина (магнитуда) објекта NGC 2462 износи 13,3 а фотографска магнитуда 14,1. NGC 2462 је још познат и под ознакама MCG 10-12-24, CGCG 287-9, PGC 22259.